# World Photography Organisation
A World Photography Organisation (WPO) é uma organização internacional que visa promover e premiar fotógrafos profissionais e amadores, atribuindo anualmente, por exemplo, o Sony World Photography Awards.